# Greenyard
Greenyard is een beursgenoteerd internationaal werkend bedrijf uit België dat actief is in de handel en bereiding van groenten en fruit.

## Activiteiten
Greenyard is vooral actief in de distributie van verse producten, zoals groenten, fruit, bloemen en planten. Het heeft wereldwijd vestigingen en klanten, waaronder veel retailers in Europa. De onderneming verkoopt haar producten in meer dan 80 landen en telt ongeveer 8600 medewerkers. Het boekjaar loopt tot 31 maart.
In het gebroken boekjaar 2023/24 behaalde het een omzet van 5,1 miljard euro. Duitsland was de grootste afzetmarkt met ongeveer 30% van de totale omzet, op kleine afstand gevolgd door Nederland en in België werd 14% van de omzet gerealiseerd. Er zijn drie bedrijfsonderdelen: Greenyard Fresh, Greenyard Frozen en Greenyard Prepared. Greenyard Fresh is veruit de grootste gemeten naar de omzet, in 2023/24 had dit een omzetaandeel van 80%.
Het bedrijf is beursgenoteerd. Met 38% van het aandelenbezit is de familie Deprez de grootste aandeelhouder.

## Geschiedenis
Greenyard is een samengaan van de bedrijven Pinguin (diepvries), Noliko (ingeblikte groenten en fruit), UNIVEG (verse groenten en fruit) en Peltracom (substraten voor de tuinbouw). De groep bedient voor een groot deel hetzelfde marktsegment als concurrent Bonduelle S.A.
De geschiedenis van Greenyard nam een aanvang in 1956 toen onder de naam Pinguin een diepvriesgroentebedrijf werd opgericht in Westrozebeke. Pinguins internationale expansie begon in 1995 met de overname van verwante bedrijven in Frankrijk en het Verenigd Koninkrijk. In 1999 werd Pinguin beursgenoteerd. Noliko, de conservendivisie, werd in 2011 overgenomen. Noliko’s geschiedenis begon ook in 1956 toen landbouwers uit de provincie Belgisch Limburg een fabriek stichtten om hun oogst te verwerken.

### Fusie met UNIVEG
Medio 2015 kwamen UNIVEG en Peltracom bij Greenyard Foods. UNIVEG werd in 1987 opgericht voor de productie van champignons, gevolgd door het wassen, snijden en verpakken van groenten ten behoeve van levering aan supermarktondernemingen. Sinds 1990 kende UNIVEG een geleidelijke internationalisering en groei, met de overname van bedrijven actief in de verwerking, logistiek en distributie. Peltracom is sinds 1986 werkzaam in de tuinbouwsector ten behoeve van bedrijven die werken met substraatteelt. Voor hun inbreng kregen de aandeelhouders van UNIVEG en Peatinvest 25,5 miljoen nieuwe aandelen van Greenyard Foods. Het aantal uitstaande aandelen kwam daarna uit 44,4 miljoen stuks en de nieuwe naam wordt Greenyard Foods Group. Belangrijkste klanten zijn supermarkten, zoals Albert Heijn, Aldi, Carrefour, Delhaize, Edeka, Lidl en Tesco.
Na de transactie zijn de hoofdaandeelhouders Hein Deprez en zijn zus Veerle met 51% van de aandelen en Gimv met een aandelenbelang van bijna 12%. Partijen hebben aangegeven aandelen te willen verkopen waarbij Hein en Veerle minimaal 30% van de aandelen zullen blijven behouden. Gimv heeft in twee stappen het belang verkocht, waarvan de laatste tranche in 2017. De free float van Greenyard is daarmee gestegen tot 38,5%.

### Geen overeenstemming overname Dole
Eind 2017 werd bekend dat Greenyard in gesprek was over een overname van het Amerikaanse Dole Food Company, dat een jaaromzet van US$ 4,5 miljard heeft en vooral bananen en ananassen levert. Dole is grotendeels in handen van de toen 94-jarige David Murdock die het bedrijf in 2013 van de beurs haalde. In april 2017 maakte hij bekend het belang te willen afstoten. Murdock zou ruim US$ 2,5 miljard (€ 2,1 miljard) willen ontvangen voor Dole. Het zwaartepunt van de activiteiten ligt in Noord- en Zuid-Amerika. Was de overname gelukt, dan was Greenyard het grootste groente- en fruitbedrijf ter wereld met € 8 miljard omzet en zo’n 35.000 werknemers. Op 5 januari 2018 zijn de onderhandelingen over de overname echter stopgezet.

### Listeriabesmetting
In juli 2018 werd bekend dat de afgelopen drie jaar negen doden zijn gevallen in verschillende Europese landen door een besmetting met een listeriabacterie. Diezelfde stam werd ook aangetroffen in een Hongaarse fabriek van diepvriesgroenten van Greenyard. Op 29 juni werd Greenyard door de Hongaarse autoriteiten op de hoogte gebracht van de besmetting en op 4 juli begon een terugroepactie en werd de productie in Hongarije gestaakt. Op de berichten zakte de koers van het Greenyard-aandeel met zo'n 30%. In juni 2019 kondigde Greenyard de verkoop aan van deze fabriek aan de Belgische chipsfabrikant Roger & Roger.

### Transformatieplan
In maart 2019 presenteerde Greenyard zijn transformatieplan. Het bedrijf kampt met lage winstmarges en een hoge schuldenlast. De divisie Prepared, met drie fabrieken voor geconserveerd fruit en groenten, gaat in de verkoop. Andere niet-kernactiviteiten, zoals de fabriek voor diepvriesgroenten in Hongarije, kunnen volgen. Greenyard hoopt dat de verkopen 50-75 miljoen euro gaan opbrengen. Verder gaan 422 banen verloren, de meeste ontslagen zullen waarschijnlijk vallen in de divisie Fresh. De meeste banen verdwijnen in Duitsland en het Verenigd Koninkrijk, maar ook in België en Nederland zullen ontslagen vallen. In november 2019 rapporteerde Greenyard goede halfjaarcijfers en op basis daarvan werden de plannen voor een kapitaalverhoging en de verkoop van de conserventak geschrapt.